# 유기 화합물

메테인(CH_{4})은 가장 단순한 유기 화합물이다.

유기 화합물(有機化合物, 영어: organic compound)은 구조의 기본골격으로 탄소 원자를 갖는 화합물을 통틀어 부르는 것이다.
예외로서 흑연과 다이아몬드 등의 탄소의 동소체, 일산화 탄소, 이산화 탄소, 및 탄화 칼슘 등의 금속 탄화염, 사이안화 수소와 금속시안산염, 금속싸이오시안산염은 탄소를 중심으로 한 분자종이나 무기 화합물로 분류한다. 1828년 프리드리히 뵐러가 인공적으로 요소를 합성하기 전까지,  유기 화합물은 생체가 생산하는 화합 물질이라는 역사적 정의가 존재했기 때문이며 여기에 거론된 탄소 화합물은 당시부터 생체가 관여하지 않은 화합물로 발견되었기 때문에 무기 화합물로 분류되었다.
유기 화합물은 탄소 골격의 길이나 분기의 다양성에 제한이 없어 무기 화합물 보다 복잡한 구조를 가질 수 있다. 또한 탄소에 질소, 산소, 황, 인 또는 할로젠 등이 결합하여 만들어지는 작용기도 다양하므로 각각 독특한 특성을 가져 무한한 다양성을 보여 준다. 그 다양성 때문에 유기 화합물은 생물을 구성하는 요소로 없어서는 안 되는 존재이다. 또한 유기 화합물을 유기물(有機物)로 부르는 경우도 있다. 대표적인 유기 화합물로 단백질, 탄수화물, 지방, 핵산 등이 있다.
화학의 영역에서 유기 화합물을 주로 다루는 화학을 유기화학이라 부른다.

## 역사와 배경

### 유기물
근대과학의 초기부터 유기 화합물과 생물은 밀접한 관계를 가진다. 18세기까지는 오늘날 말하는 유기물은 어떤 의미에서 생물의 부속물로서 취급되었다. 그래서 19세기 초의 생물학자 옌스 베르셀리우스는 17세기에서 18세기까지의 화합물 게오르그 에른스트 슈탈의 생기론 주장인 유기체 (생물) 체내에서밖에 제조될 수 없는 화합물의 개념에서 '유기물'이란 명칭을 처음 사용했다.
유기 화합물이 생물에서 독립된 화학의 연구대상으로 고려되기 시작된 것은 1828년에 프리드리히 뵐러의 요소 합성에서 시작한다.
베르셀리우스의 제자였던 벨라는 시안산암모늄을 가열하다가 요소가 결정화되는 것을 발견하여 무기물에서 처음으로 유기물인 요소를 합성한 것을 스승인 베르셀리우스에게 알렸다.
이 발견 이후 생물의 관여 없이 여러 종류의 유기물이 화학적으로 합성되어 생기론에 타격을 입혔다. 유기물이란 말은 '생물유래'라는 개념을 내포하고 있어 엄밀히 말하면 유기 화합물의 뜻과 유기물의 뜻은 완전히 일치하지는 않는다. 그리고 유기물이란 말은 베르셀레우스의 것에 비해 약간을 제외하면 거의 현재에도 같으나 실제로는 생물이 개입하지 않고 화학적으로 합성된 유기물이 대부분이다.

### 화학공업
20세기에 들어 유기 화합물의 구조와 물성과의 관계에 대한 이해가 심화되어 분자구조를 바꿔 물질의 기능을 설계할 수 있게 되었다. 처음에는 염료 분야에서 시작된 이 흐름이 의약과 섬유 분야에 파급되어 화학공업이라는 산업분야가 발전하였다.
1950년대 이전에는 석탄가스의 부산물인 콜타르가 화학공업의 주요자원이었으나 1950년대 이후에 급속히 발전한 석유화학공업이 석유에서 유래된 양이 많고 다양한 유기 화합물 원료를 제공하게 되었다. 이에 따라 고분자화학 제품인 여러 가지 플라스틱을 시작으로 의식주 등 인간생활의 여러 방면에서 기능적으로 설계된 여러 가지 종류의 다양한 유기 화합물이 활용되게 되었다.
유기 화합물은 생명체의 구성분자와 비슷한 점이 많아 자연계에 방출되면 생명에 흡수되는 등 금속 등의 무기물보다 비교적 독성이 강하여 환경측면에의 영향이 크기 때문에 여러 가지 대책이 시행되고 있다.

### 기능성 분자
19세기 이후 유기 화합물은 희소한 천연산물을 대량으로 생산하고 천연 산물의 모방에 의한 기능의 개선 등 생물 또는 천연물을 의식한 화합물의 화학으로 그 연구가 발전되어 왔다. 시클로덱스트린과 크라운 에테르 등 포접화합물의 연구를 시작으로 1980년대 이후엔 컴퓨터의 기능향상과 계산화학의 발전에 상응하여 기능을 천연물에서 예상하지 않고 분자구조에서 예상되는 물리학적 작용에 기초한 기능의 설계에 따라 신규 유기 화합물을 만들 수 있게 되었다. 그런 유기 화합물의 예로서 기능성 분자 또는 초분자의 예를 들 수 있다.
즉 기능성 분자는 나노 기술에 대한 유기화학적 접근인 것이다.

## 인간생활과 유기 화합물
인간의 생활에는 여러 가지의 유기 화합물이 이용되고 있다. 음식물, 섬유, 목재, 플라스틱 등 인간의 의식주 생활에 이용되는 유기 화합물의 종류와 형태는 헤아릴 수 없을 만큼 많고 다양하다. 유기 화합물이란 종래 동물이나 식물을 구성하는 화합물은 생명력이 있는 물질, 즉 유기물이 아니고는 합성될 수 없는 것이라고 하여 광물성인 무기물과 구별해서 불러 온 용어이다. 그러나 오늘날에는 무기물로써도 유기 화합물을 합성할 수 있는 기술이 개발되었으므로 이러한 구별은 단지 편의상의 것이 되고 있으며, 일반적으로 탄소를 포함한 화합물을 총칭하여 유기 화합물이라고 말하고 있다.
근대 화학의 발달이 비롯된 19세기까지는, 모든 유기 화합물은 자연계의 생물을 통해서 생산되었고, 인간의 손으로 그것을 직접 생산하지는 못했다. 인간은 식물 재배, 가축 양육, 수렵, 벌채 등의 간접적 수단에 의해서 음식물을 조달했고, 의복재료인 양모, 솜, 명주를 마련했으며, 목재 등의 건축재료를 구했다. 이와 같이 유기 화합물의 자원으로서 자연계에 의존하는 정도는 오늘날에도 여전히 매우 높다.
동물·식물을 자원으로 하는 대표적 분야는 음식물이며, 그 밖에도 천연섬유·목재·펄프·천연수지·유지·천연고무·피혁 등이 각각 그 특유한 성질 때문에 오늘날의 인간생활에 매우 중요한 물질로 사용되고 있다. 그러나 이러한 물질의 공급량 확보와 품질의 개량을 위한 화학 분야의 노력에 의해서 합성섬유·플라스틱·합성유지·합성고무·합성피혁 등 화학적 방법에 의해 합성된 물질이 실용화되기 시작했으며, 종래 자연자원에만 의존했던 유기물이 화학적 수단에 의해 합성된 새로운 유기물질로 교체되어 가고 있다. 예컨대 천연색소(天然色素)인 인디고(indigo)가 합성 색소의 등장에 따라서 자취를 감추어 버린 현상이 그것이다.
동물·식물 등의 자연자원은 예로부터 인간생활에 밀착되어 있어 사람은 그것을 손쉽게 채취·사용하여 왔다. 이들 자연자원은 매년 또는 계절마다 재생되는 생물의 성질에 따라 쉽게 재생되는 장점을 가지고 있으나 그 반면 기후·병충해 등 환경의 영향을 받기 쉬우며, 가격 면에서도 안정성이 없다는 단점이 있다. 더구나 이러한 생물은 한꺼번에 대량으로 채취하기가 어려우므로 근대산업의 자원으로 이용하기에는 불편한 것이다. 합성섬유로서의 나일론은 처음에는 옥수수 줄기에서 나오는 푸르푸랄(furfural)을 원료로 하였지만 오늘날에는 석유를 원료로 하는 방법으로 완전히 바뀌고 말았다.
한편, 예전에 지구상에 생존한 동물·식물이 변하여서 생긴 것으로 보이는 석탄·석유를 채취하여 이것을 정제·가공한 것을 이용하여 합성되는 유기물질이 여러 가지 생산되고 있다. 석탄이나 석유는 오늘날의 화학공업의 기초를 이룬다고 할 만큼 매우 중요한 자원이다. 그리고 물이나 공기 등의 무기물질을 이용하여 이것에 전력을 작용시켜 유기물질을 합성하는 방법도 실용되고 있다. 예컨대 카바이드(carbide)를 이용한 아세틸렌 합성, 일산화탄소와 수소를 이용한 탄화수소의 합성과 같은 순(純) 합성화학적 공업이 그것이다. 이것은 특히 제1차대전 이후 천연자원이 부족한 독일을 중심으로 발달한 아세틸렌 공업, 인조석유 공업 등에 힘입은 것이다. 오늘날에는 석유의 채굴과 정제 기술의 진보, 세계적 규모의 교통 발달 등에 따라 급성장한 석유화학 공업에 가격적으로 압박당하여 이 분야의 개발은 다소 부진해진 느낌이 없지 않다. 그러나 원자력 발전을 비롯한 새 에너지의 개발과 더불어 앞으로 그의 새로운 발전이 기대되고 있다.
석유, 석탄과 같은 화석자원은 유전, 탄전으로 지각 속에 묻혀 있어서, 대량으로 그리고 안정된 조건으로 생산될 수 있다는 이점을 가지고 있다. 석유·석탄은 예전부터 연료로 사용되어 온 것이며, 최근에는 이것을 정제 처리해서 각종의 유기 화합물을 만들고 그것을 다시 중요한 유기물질을 합성하는 화학공업의 원료로 사용되고 있다. 석탄을 원료로 하는 화학공업도 독일의 염료공업(染料工業)을 중심으로 19세기 후반부터 급속히 발달한 것인데, 오늘날에는 원료가 액체이며 채굴·정제하기가 편리한 석유화학이 화학공업의 중심을 이루고 있다. 한편 천연가스를 원료로 하는 가스화학 공업도 발전하고 있다.

## 같이 보기
- 무기 화합물
- IUPAC 명명법
- 유기화학
- 화학